# ميناجيو
ميناجيو؛ هي بلدة ومدينة في مقاطعة كومو، لومباردي، شمال إيطاليا، وتقع على الشاطئ الغربي لبحيرة كومو عند مصب نهر سيناجرا.
ويوجد في ميناجيو ثلاث فرازيوني (أبرشيات): كروس ولوفينو ونوبيالو.

## تاريخ
احتل الرومان منطقة ميناجيو الحالية عام 196 قبل الميلاد. توج الفتح الروماني ببناء طريق يسمى فيا ريجينا.
كانت ميناجيو مدينة مسورة. وتوجد بقايا الجدار واضحة لليوم.
جعل بناء الفنادق الكبيرة في هذه المنطقة الصيفية الرائعة منها منطقة منتجع صيفي.
بين عامي 1873 و 1939، تم ربط ميناجيو ببورليزا، على بحيرة لوغانو، عن طريق سكة حديد ميناجيو بورليزا، وهو خط ضيق للبخار تم بناؤه كجزء من وصلة نقل متعددة الوسائط بين ميناجيو ولوينو، على بحيرة ماجوري. 

## السياحة
تعد منطقة ميناجيو هي منتجع ترفيهي مفضل في الصيف. يقع بيت الشباب الوحيد في بحيرة كومو في ميناجيو.
تشتهر ميناجيو بنادي ميناجيو وكادينابيا للغولف ،  الذي تأسس في عام 1907 على يد رجل إنجليزي ، كان أحد الكثيرين الذين قضوا عطلاته في بحيرة كومو خلال أواخر القرن التاسع عشر. 

## جيولوجيا
تعود الجبال الصخرية والمخفية في كثير من الأحيان للضباب إلى العصر الطباشيري ، وتتكون من رواسب من الحجر الجيري تم تجفيفها لآلاف السنين.

## الأحداث
من بين العديد من الأحداث التي تقام في المدينة كل صيف، يعتبر مهرجان ميناجيو للغيتار  مناسبًا على المستوى الدولي. ومن بين عازفي الجيتار الذين لعبوا هناك منذ نسخته الأولى في عام 2005 بيت هاتلينجر ومارتن تايلور وفرانكو سيري ورومان بونكا وسولورازاف وفيرينك سنيتبيرجر .
المدير الفني هو سيرجيو فابيان لافيا، ملحن وموسيقي ولد في الأرجنتين.

## المدن التوأم
- Allevard, France
- Carapicuíba, Brazil
- Wolpertswende, Germany

## روابط خارجية
- الموقع الرسمي